# Domécio da Pérsia
Domécio da Pérsia (em latim: Domitius) foi um mártir e santo cristão. De acordo com a tradição, foi apedrejado durante o reinado do imperador romano Juliano, o Apóstata, com dois companheiros em Nísibis, Mesopotâmia.
O nome "Domécio" ou "Domício" aparece três vezes no Martirológio Romano em diferentes festas litúrgicas] (7 de agosto, 23 de março e 5 de julho): "É incerto se eles eram de fato a mesma pessoa".
Domécio aparece num afresco do século VIII na igreja Santa Maria Antiqua, em Roma, uma indicação de que havia monges falantes do grego em Santa Maria, como evidenciado por estes afrescos, que não apenas representam Domécio, mas também os Santos Baraquísio, Eutímio e Savas da Palestina.